# Bevrijdingsmonument Helmond
Het bevrijdingsmonument, ook bekend als Sint-Joris en de draak, is een gedenkteken in Helmond ter herinnering aan de bevrijding van de Duitse bezetting in Nederland.

## Achtergrond
Helmond werd op 25 september 1944 bevrijd door Britse soldaten. Ter gelegenheid van de vijftiende herdenking werd een monument opgericht dat werd gemaakt door de beeldhouwer Niel Steenbergen. Hoewel het bekendstaat als Sint-Joris en de draak, wordt hier volgens de beeldhouwer de aartsengel Michaël verbeeld. Het bevrijdingsmonument werd op 25 september 1959 onthuld.
Het gedenkteken stond aanvankelijk op het Septemberplein, bij de Willem Prinzenstraat. In verband met nieuwbouw en herinrichting werd het in 2005 verplaatst naar het Hortensiapark.

## Beschrijving
Het bronzen beeld toont een tweeënhalve meter hoge, schaars geklede  Sint-Michaël ten voeten uit, met in zijn rechterhand een speer. Hij staat op de dode draak en houdt diens staart vast met zijn linkerhand. Het beeld staat op een natuurstenen sokkel met aan de voorzijde de jaartallen 1940 1945.